# 王福平
王福平（1954年9月—2014年9月28日），男，吉林德惠人，南京航空航天大学教授、原校长。

## 生平
1982年毕业于哈尔滨工业大学应用化学系，之后留校任教。1992年4月至1993年10月在千叶工业大学担任客员研究员，1995年担任哈尔滨工业大学副教授，1998年升任教授，同年获得千叶工业大学博士学位。创建哈尔滨工业大学陶瓷化学研究所，隶属于哈尔滨工业大学化学与化工学院。2007年9月担任南京航空航天大学校长。2009年11月担任哈尔滨工业大学党委副书记、副校长。
2014年9月28日凌晨1时30分在黑龙江省哈尔滨市逝世，享年60岁。